# میتسی اردئی
میتسی اردئی (مجاری: Mici Erdélyi؛ ‏ ۱۱ سپتامبر ۱۹۱۰ – ژوئیه ۱۹۹۴) بازیگر اهل مجارستان بود. از فیلم‌ها یا مجموعه‌های تلویزیونی که وی در آن‌ها نقش داشته است، می‌توان به امی اشاره نمود.

## زندگی‌نامه
پدرش، اردِلی لایوش، کارمند راه‌آهن بود که در زمان تولد دخترش در حال کار در چکسلواکی بود و مادرش فریدل کارولینا نام داشت. خواهرش ادهلتروید و برادرش لایوش است. اگرچه در بسیاری از منابع تاریخ تولد ۱۹۱۰ برای او ذکر شده است، طبق چندین منبع معتبر – همان‌طور که در سند ازدواج ۱۹۳۰ نیز آمده است – او در سال ۱۹۰۷ به دنیا آمده است. خانواده در سال ۱۹۱۴ به مجارستان بازگشت.
از سال ۱۹۲۶ به عنوان هنرمند سیرک فعالیت می‌کرد. حرفه بازیگری‌اش در سال ۱۹۲۸ آغاز شد، زمانی که با برادران لاتابار در خارج از کشور به اجرای مهمان پرداخت. در سال ۱۹۲۹ در برلین زندگی می‌کرد و در چند فیلم آلمانی با نام هنری میمو فون دیلی بازی کرد.
بین سال‌های ۱۹۳۱ تا ۱۹۴۳، در طول دوران حرفه‌ای سینمایی خود در مجارستان، در حدود ۳۰ فیلم کمدی حضور پیدا کرد، البته خود او بعدها تعداد این فیلم‌ها را دو برابر ذکر کرد (که از این تعداد، چهار فیلم در خارج از کشور ساخته شده بودند). در تئاتر، بیشتر در کابر‌ه‌ها، کمدی‌ها و نقش‌های سابرت در اپرت‌ها دیده می‌شد. حرفه‌اش در سال ۱۹۴۵ به علت تصمیم کمیته تأیید صلاحیت‌ها متوقف شد، چرا که به عنوان «وَمپ مو قرمز» برای یک سال از حضور در صحنه محروم شد.
پس از جنگ، ابتدا به مناطق شهرستانی منتقل شد: در سال ۱۹۴۸ در چندین نمایش از گروه تئاتر هودمزوواشارهلی بازی کرد. اجازه‌نامه رسمی فعالیت خود را در سال ۱۹۵۷ دوباره از وزارت فرهنگ دریافت کرد. در اواخر دهه ۱۹۵۰، عضو تئاتر پتفی در استان پِست شد. با گروه این تئاتر در فرهنگ‌سراهای شهرستانی اجرا می‌کرد. بزرگترین حضور عمومی‌اش در سال ۱۹۶۱ بود، زمانی که در  نمایش موزیکال هجوی از هملت به نام روغن زدن یا نزدن در تئاتر کامارا واریته به روی صحنه رفت.
در سال ۱۹۶۷ به ایالات متحده آمریکا مهاجرت کرد. در کالیفرنیا در سال ۱۹۹۴ درگذشت.
اولین همسرش، وارگا کارولی، فروشنده اتومبیل بود که در ۱۶ سالگی با او ازدواج کرد و بعد از پنج سال در سال ۱۹۲۸ از او جدا شد. بین سال‌های ۱۹۳۰ تا ۱۹۳۹ همسر ایمره رادی، بازیگر مجارستانی بود که پیش از شروع حرفه سینمایی‌اش در مجارستان، در یک گروه آواز شش نفره در بوداپست با او به همراه می‌خواند. در نهایت در سال ۱۹۴۳ با کُسا کارولی، صاحب هتل، ازدواج کرد و تا پایان عمرشان کنار یکدیگر باقی ماندند.